# 寧波富邦男子籃球倶楽部
寧波富邦男子籃球倶楽部（ねいはふほうだんしらんきゅうくらぶ、簡:宁波富邦男子篮球俱乐部、英：Ningbo Fubong Rockets Basketball Club）は、中国プロバスケットボールリーグ（CBA）に所属しているプロバスケットボールチームである。浙江省寧波を本拠地としている。これまで存在した中国人民解放軍を基盤とするチームである八一富邦火箭籃球倶楽部が2020年にリーグからの撤退を発表し、その参加資格を継承する形で発足。日本語では「寧波ロケッツ」「富邦ロケッツ」とも呼ばれる。

## 歴史
2020年10月に中国人民解放軍を基盤とするチームである八一富邦火箭籃球倶楽部がリーグからの撤退を発表したことを受け、リーグ参加資格をこれまでも八一チームのスポンサーであった寧波富邦控股グループが取得する動きがあった。2021年7月に正式に取得が認められ旧チームの「ロケッツ」を継承したチームアイデンティティーを発表、寧波富邦はドラフト枠やCBAの他クラブからの支援に頼って選手層と指導チームの再建が進められた。
チームは寧波甬興証券が命名権スポンサーとなり、「寧波甬興証券ロケッツ（宁波甬兴证券火箭）とも呼ばれることもある。